# Ezüstös pampafű
Az ezüstös pampafű (Cortaderia selloana) az egyszikűek (Liliopsida) osztályának perjevirágúak (Poales) rendjébe, ezen belül a perjefélék (Poaceae) családjába tartozó faj.
Nemzetségének a típusfaja.

## Neve
A növényt 1827-ben, Josef August Schultes és fia Julius Hermann Schultes írták le és nevezték el Friedrich Sellow, német botanikusról - aki sokat tevékenykedett Dél-Amerikában, főleg Brazíliában.

## Előfordulása
Az ezüstös pampafű amint a neve is mondja, Dél-Amerika pampáiról származik. Manapság számos helyen tartják parkbeli és kertbéli dísznövényként.

## Megjelenése
Ennek a 3 méter magasra is megnövő fűnek, sűrű kalászai vannak. A levelei hosszúak és karcsúak, általában 1-2 méter hosszúak és 1 centiméter szélesek; a szélük nagyon éles. A levelek színe kékeszöld, de ezüstös-szürke is lehet. Általában a második évtől virágzik. Egy jellegzetes virágzatot hoz létre, amely többnyire erős, hosszú száron kiemelkedik a levélzetből. A kalászvirágzata 20-40 centiméter magas és fehér, vagy piszkos sárga színű.

## Életmódja
Az ezüstös pampafű sokféle talajon és éghajlati körülmények alatt képes nőni. Igen jól szaporodik; egy példány, élete során akár 1 millió magot képes teremni. Emiatt egyes betelepített helyeken, mint például Új-Zélandon és a Dél-afrikai Köztársaságban inváziós fajjá vált. Az égetés nemigen árt a növénynek, mivel a tűz nem éri a gyökereit.
Érdekesség, hogy levelei hatékonyan nyelik el a szén-dioxidot és állítanak elő ezáltal oxigént, így a növény részben hozzájárul a levegő tisztításához.

## Képek

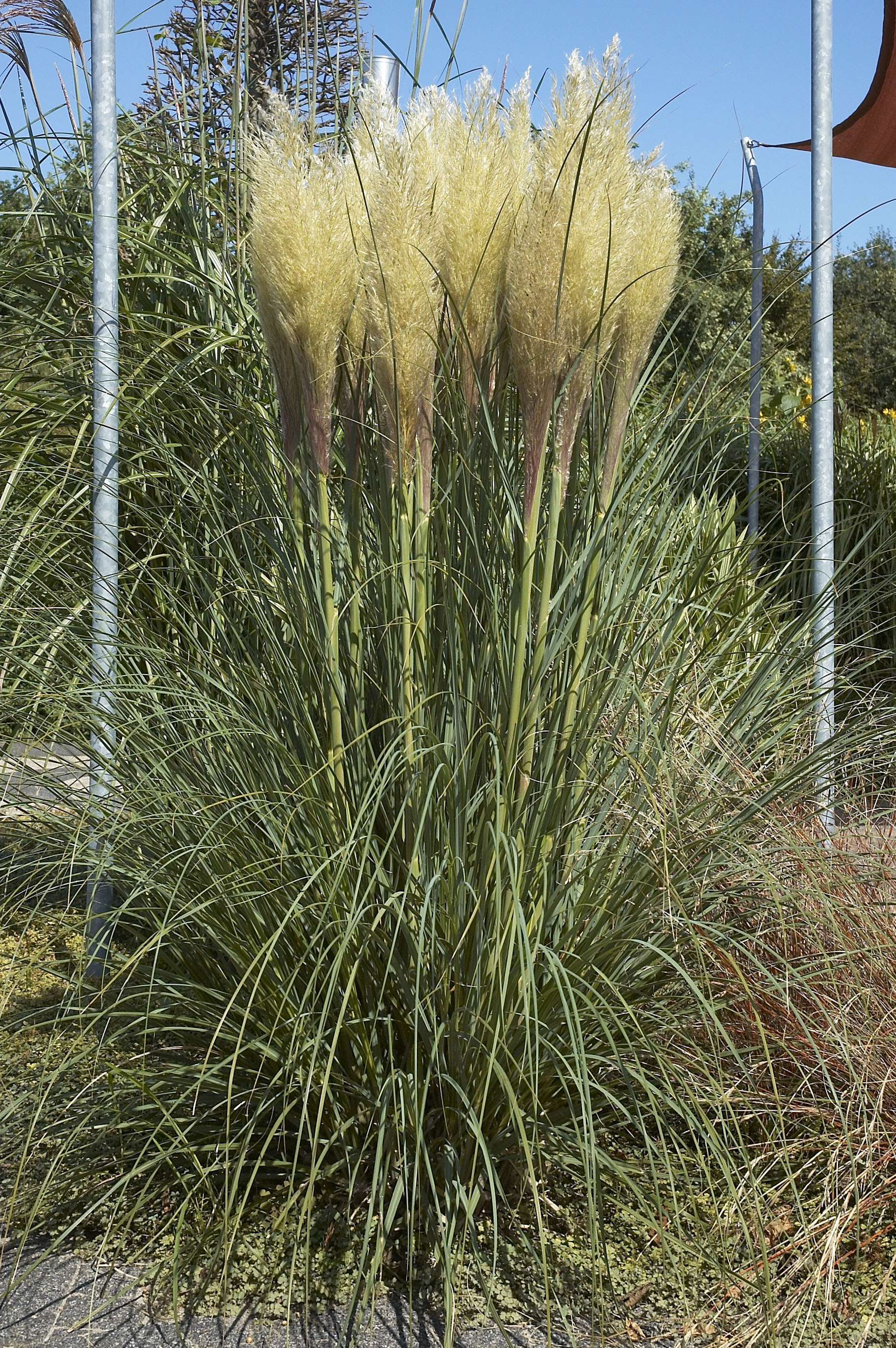
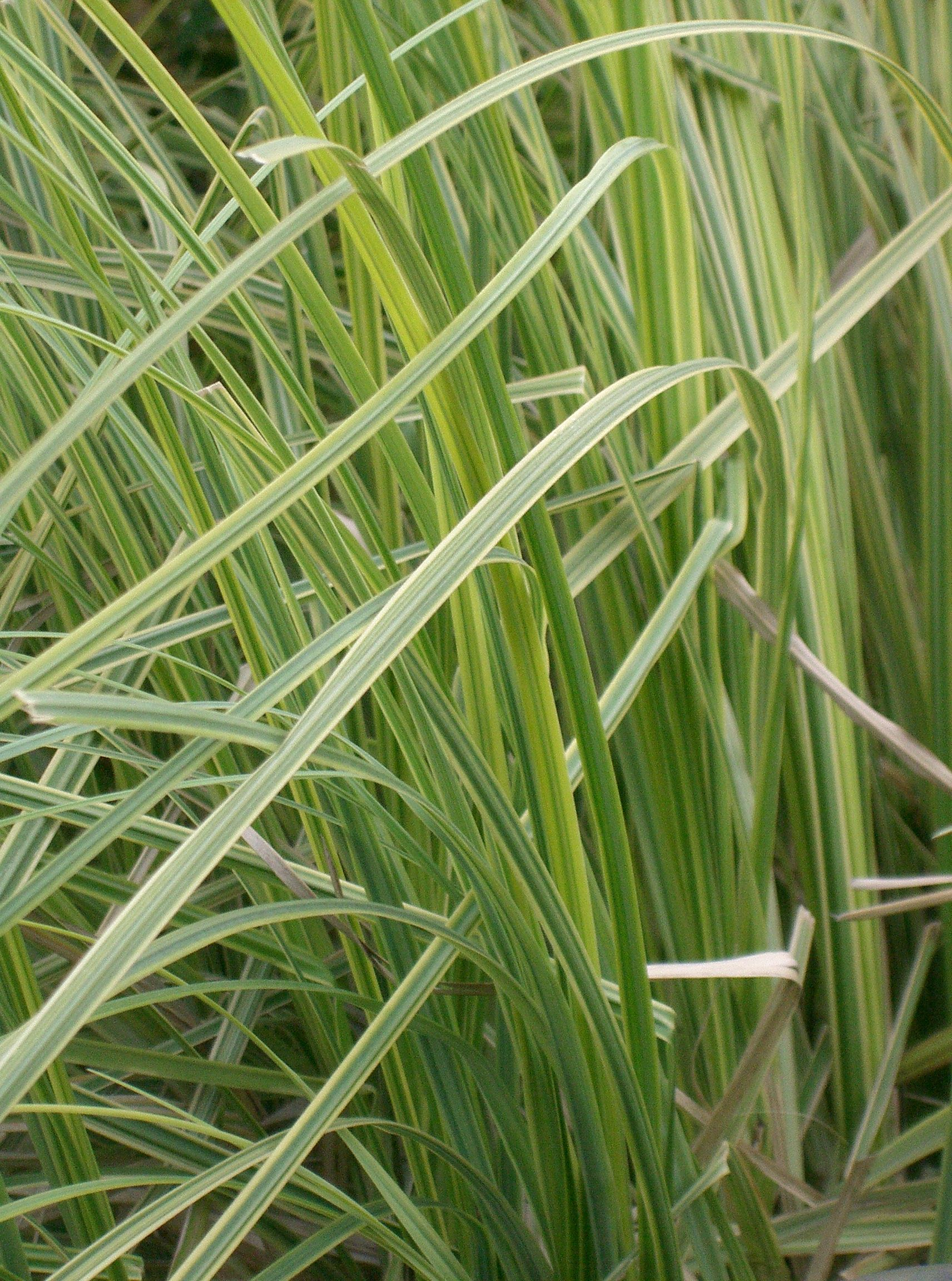
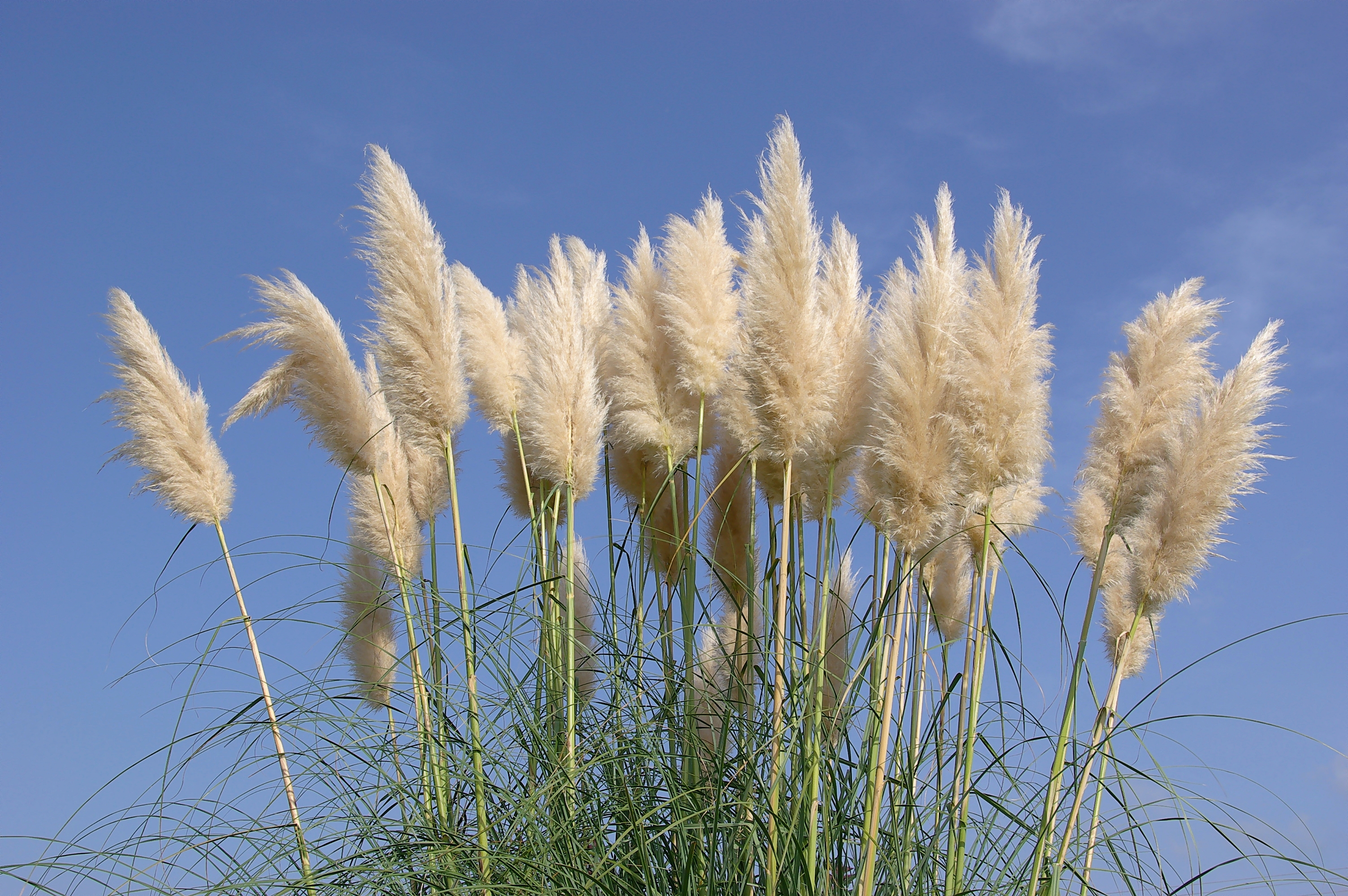
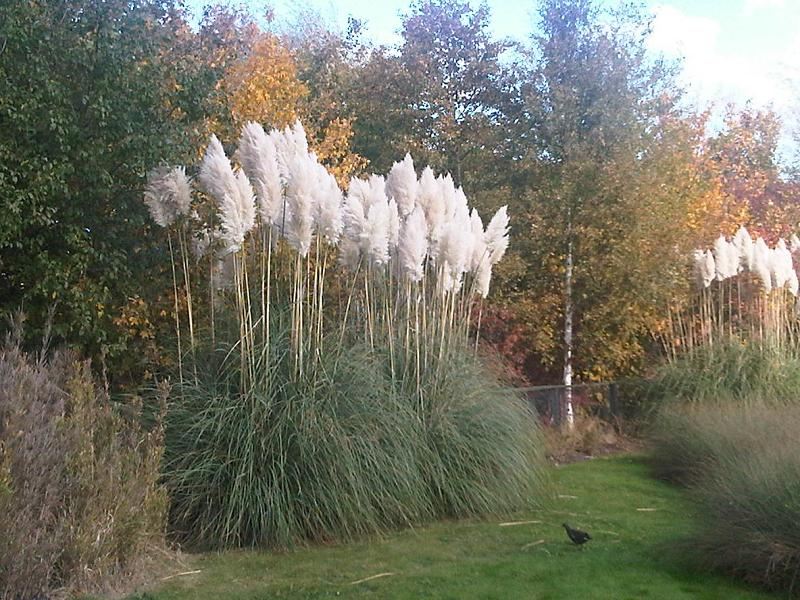
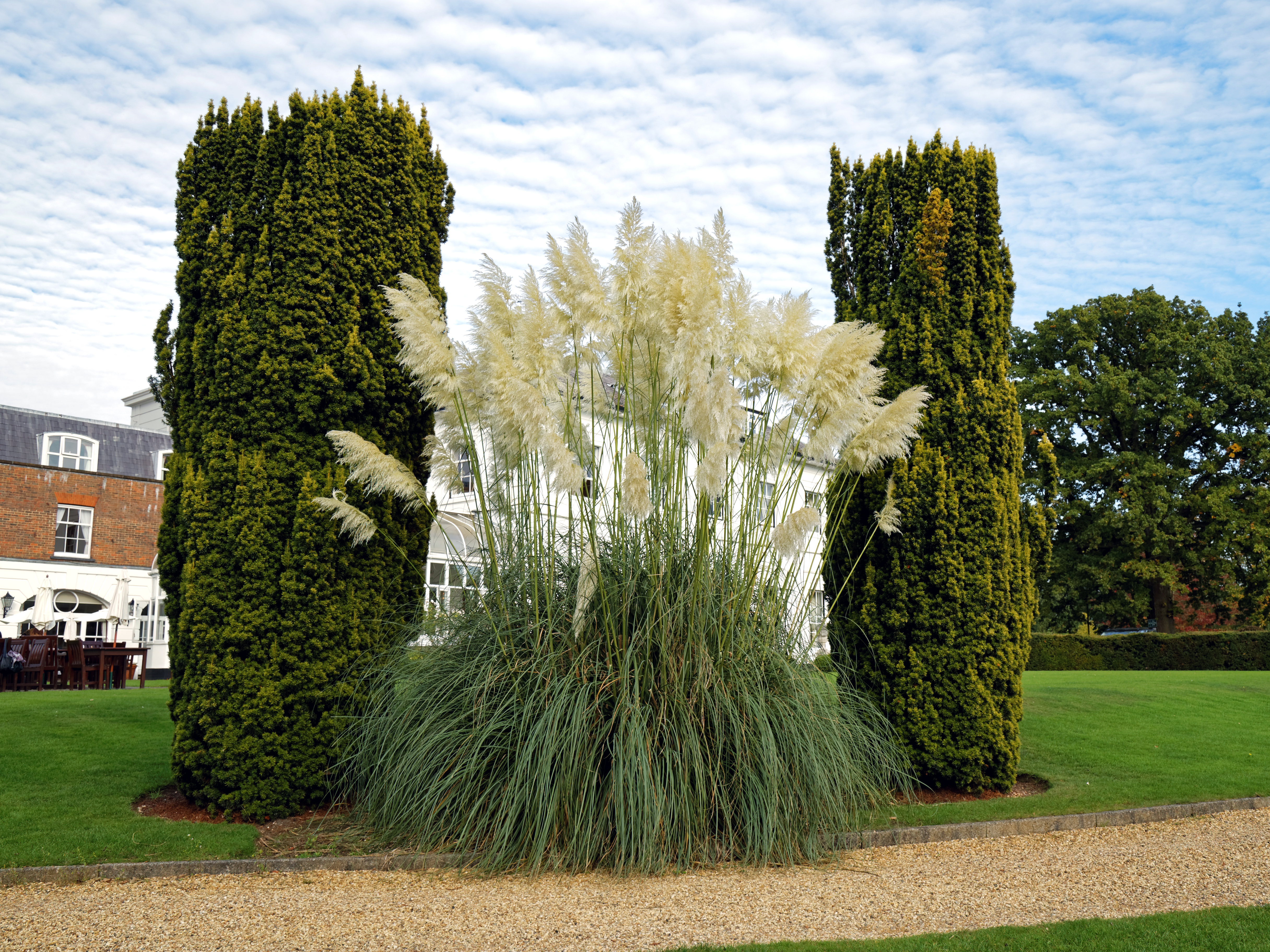

### Fordítás
- Ez a szócikk részben vagy egészben  a   Cortaderia selloana című angol Wikipédia-szócikk ezen változatának fordításán alapul.  Az eredeti cikk szerkesztőit annak laptörténete sorolja fel. Ez a jelzés csupán a megfogalmazás eredetét és a szerzői jogokat jelzi, nem szolgál a cikkben szereplő információk forrásmegjelöléseként.